# Straßerhof
Straßerhof ist ein Ortsteil von Morsbach im Oberbergischen Kreis im südlichen Nordrhein-Westfalen innerhalb des Regierungsbezirks Köln.

## Lage und Beschreibung
In ländlicher, waldreicher Umgebung liegt Straßerhof am südlichsten Zipfel des Oberbergischen Kreises. Die Städte Gummersbach (38 km), Siegen (35 km) sowie Köln (75 km) sind in kurzer Zeit mit dem Auto zu erreichen.
Benachbarte Ortsteile sind Vierbuchen im Norden, Reinshagen im Osten, Überholz im Süden, und Helzen im Westen. 

## Geschichte
um 1900 wurde der Ort das erste Mal urkundlich erwähnt. Die Schreibweise der Erstnennung war Straßerhof.